# Pauline de Lézardière
Pour les articles homonymes, voir Lézardière.
Pour les autres membres de la famille, voir Famille Robert de Lézardière.
Marie-Charlotte-Pauline Robert de Lézardière est une historienne française, née le 25 mars 1754 au château de la Vérie (Challans) et morte le 8 février 1835 au château de la Proustière (Poiroux).

## Biographie
Marie-Charlotte-Pauline Robert de Lézardière est la fille de Louis-Jacques-Gilbert Robert de Lézardière, baron du Poiroux, seigneur de La Salle, de La Proustière et de la Vérie, capitaine au régiment du Dauphin cavalerie et syndic de la noblesse du Poitou, qui héberge l'abbé Edgeworth durant la Révolution, et de Charlotte Babaud de la Chaussade. Par sa mère, elle est la petite-fille de Jean Babaud, la petite-nièce de Pierre Babaud de la Chaussade et de Paul Boësnier de l'Orme, la nièce de la marquise de Cassini. Elle est enfin la sœur du marquis Jacques Paul Toussaint Robert de Lézardière, de Charles de La Lézardière, de Joseph-Alexis Robert de La Lézardière et du bienheureux Jacques-Augustin Robert de Lézardière.
Elle s'occupe, très jeune, d'études historiques et se lance dans la rédaction d'une histoire des lois françaises à la suite de la réforme Maupeou.  Encore adolescente, elle fait adresser deux mémoires au nouveau roi Louis XVI : un Tableau des droits réels et respectifs du Monarque et des sujets depuis le fondement de la Monarchie française jusqu’à nos jours (1774), puis Essai sur le rétablissement possible de quelques points essentiels de la Constitution politique de la France (1778).
Malesherbes, le directeur de la Librairie du roi, l'encourage dans ses travaux et supervise l'impression de plusieurs de ses ouvrages en 1791.
En 1788 elle rédige un ouvrage (Idée générale de la Constitution politique de la Monarchie, ou Précis d’un ouvrage ayant pour titre Théorie des lois politiques de la Monarchie française) qui est  la préfiguration de son œuvre prinicipale : Théorie des loix politiques de la monarchie française,  éditée à Paris, chez Nyon, en huit volumes, sans nom d’auteur.  Ce n'est qu'en 1844, après sa mort, que l'ouvrage est publié en quatre volumes, sous le nom de son auteure.
Représentative du courant aristocratique, Pauline de Lézardière est favorable à une monarchie tempérée, selon le modèle ancien dont elle reconstitue l'histoire. Elle se distingue des écrits « patriotes » de Mably ou de Saige dont les écrits sont condamnés par les Parlements.
Elle émigre avec sa famille durant la Terreur et ne rentre en Vendée qu'en 1801.

## Œuvres
- « Théorie des loix politiques de la France : Église Gallicane », Nyon, 1791
- « Esprit des lois canoniques et politiques qui ont régi l'église gallicane dans les quatre premiers siècles de la monarchie... », Nyon, 1791.
- « Théorie des loix politiques de la monarchie française », Nyon, 1792 ; 1844
- Écrits inédits de Mlle de Lézardière, avec une introduction et des notes, Élie Carcassonne (éd.), Paris, PUF, 1927.